# Коњух планином (песма)
„Коњух планином” је југословенска партизанска песма, настала 1941. године. Посвећена је погибији пролетера и хусинског рудара Пеје Марковића, који је погинуо у борби с непријатељским јединицама, а касније је проглашен народним херојем. Аутор речи је песник Милош Поповић Ђурин, који је добио инспирацију посматрајући како борци на носилима носе свог умирућег саборца. Мелодију песме је на основу руског музичког израза компоновао Оскар Данон.
Песма је после рата доживела неколико прерада уз понеке незнатне промене, а најпознатије су оне музичких група Болеро (1986, албум „О Јесењину”), и Азре (1995, албум „Анали”) и синглови Нене Ивошевић (1973) и Драгана Антића (1980).

## Настанак

### Пејина смрт
Песма говори о борби партизана са домобранима 30. октобра 1941. године, када су делови Бирчанског и Озренског партизанског одреда после тешких дводневних борби на путу Кладањ — Тузла против делова 8. домобранског пешадијског пука заузели село Ступаре. Непријатељ је био потиснут, али је комесар Хусинске рударске чете остао тешко рањен. Иако је било мало изгледа да остане жив, његови другови су га увили у ћебад и носили га рањеног кроз ноћ и мећаву. Када су стигли у предио Коњуха, Суходол, на падину звану Корита (22,5&нбсп;км југозападно од Живиница), зауставили су се да предахну и спустили носила. Тада су установили да је Пејо мртав. На том месту су га и сахранили. На том месту се данас налази споменик - гроб народног хероја Пеје Марковића.
Према романтизованој верзији, сахранили су га на самом врху Коњуха.

### Други пролазак Коњухом
Након пола године, 26. маја 1942. године, прелазећи преко Коњуха, на самом његовом врху (кота 1328), одмарала се група ударних источнобосанских батаљона. Том приликом, на врху пирамиде поболи су пролетерску црвену заставу, коју је израдио покрет отпора из Вареша.
Група је са собом, међу осталим стварима понијела и велику свилену заставу, на којој су омладинке Вареша, спремајући се за улазак партизана у Вареш, извезле срп и чекић и натпис: »Пролетери свих земаља уједините се«. Та застава је ношена у комори 1. батаљона 6. источно-босанске пролетерске бригаде и постављена у прољеће 1942. године на врху Коњух планине.— Оскар Данон
То је инспирисало Милоша Поповића Ђурина, који је присуствовао и сахрани и дизању заставе, да спева познату песму „Коњух планином“. Саборци наводе да је Ђурин иницијално испевао три прве строфе у селу Каменици, а затим након подизања црвене заставе "тог мајског дана на пирамиди на врху Коњуха" и четврту строфу. Према сећању Тодора Вујасиновића, и трећа строфа је касније написана:
У први час песма није изгледала овако. Била је краћа. Морали смо да се повлачимо према Бирчу. Пут је водио поред места где је био сахрањен Пејо Марковић. Сећам се да је у то време у планини цветао врес, онај црвени што подсећа на проливену крв. Та боја инспирисала јс Милоша да дода строфу како је шума од крви црвено олистала.— Тодор Вујасиновић

## Музика
Тодор Вујасиновић, тада командант Озренског одреда, наводи да је Ђурин „интелигентно искористио једну стару заборављену руску мелодију и у њу уклопио речи”. Музику је накнадно компоновао Оскар Данон.
Када ми је друг Милош прочитао овај текст, зажелио сам да га ја музички обрадим, али он га је са таквим жаром пјевао, на популарну руску мелодију, да му нисам смио ништа рећи. Међутим, ја сам стално носио у себи план композиције, коју сам реа- лизовао, на основи скица са Коњуха, тек послије рата у Београду, 1945. године.— Оскар Данон

## Текст
Коњух планином, вјетар шуми, бруји.

Лишће пјева жаловите пјесме.

Јавори и јеле, борови и брезе

Свијају се једно до другога.

Ноћ је шуму сву у црно завила.

Коњух стење, руши се камење.

Мртвога другара, хусинског рудара

Сахрањује чета пролетера.

Кише јесење по гробу су лиле.

Буре сњежне кости су разњеле.

А на врх планине застава се вије,

Црвена од крви пролетера.

Коњух планином вјетар шуми, бруји.

Лишће пјева жаловите пјесме.

Из крви црвене хусинског рудара,

Црвена је шума излистала.